# La Loye
La Loye és un municipi francès situat al departament del Jura i a la regió de Borgonya - Franc Comtat. L'any 2007 tenia 534 habitants.

## Demografia

### Població
El 2007 la població de fet de La Loye era de 534 persones. Hi havia 212 famílies de les quals 44 eren unipersonals (16 homes vivint sols i 28 dones vivint soles), 92 parelles sense fills, 60 parelles amb fills i 16 famílies monoparentals amb fills.
La població ha evolucionat segons el següent gràfic:
Habitants censats

### Habitatges
El 2007 hi havia 244 habitatges, 215 eren l'habitatge principal de la família, 17 eren segones residències i 12 estaven desocupats. 217 eren cases i 26 eren apartaments. Dels 215 habitatges principals, 187 estaven ocupats pels seus propietaris, 23 estaven llogats i ocupats pels llogaters i 5 estaven cedits a títol gratuït; 1 tenia una cambra, 2 en tenien dues, 21 en tenien tres, 50 en tenien quatre i 141 en tenien cinc o més. 196 habitatges disposaven pel capbaix d'una plaça de pàrquing. A 80 habitatges hi havia un automòbil i a 117 n'hi havia dos o més.

### Piràmide de població
La piràmide de població per edats i sexe el 2009 era:
| Homes | Edats   | Dones |
| ----- | ------- | ----- |
| 0     | 95 o +  | 0     |
| 0     | 90 a 94 | 0     |
| 0     | 85 a 89 | 4     |
| 8     | 80 a 84 | 0     |
| 12    | 75 a 79 | 24    |
| 4     | 70 a 74 | 16    |
| 24    | 65 a 69 | 12    |
| 0     | 60 a 64 | 12    |
| 28    | 55 a 59 | 20    |
| 28    | 50 a 54 | 28    |
| 16    | 45 a 49 | 12    |
| 16    | 40 a 44 | 12    |
| 16    | 35 a 39 | 8     |
| 20    | 30 a 34 | 8     |
| 12    | 25 a 29 | 16    |
| 20    | 20 a 24 | 12    |
| 32    | 15 a 19 | 8     |
| 12    | 10 a 14 | 16    |
| 4     | 5 a 9   | 12    |
| 0     | 0 a 4   | 12    |

## Economia
El 2007 la població en edat de treballar era de 327 persones, 235 eren actives i 92 eren inactives. De les 235 persones actives 228 estaven ocupades (128 homes i 100 dones) i 7 estaven aturades (2 homes i 5 dones). De les 92 persones inactives 39 estaven jubilades, 27 estaven estudiant i 26 estaven classificades com a «altres inactius».

### Ingressos
El 2009 a La Loye hi havia 214 unitats fiscals que integraven 547,5 persones, la mediana anual d'ingressos fiscals per persona era de 18.685 €.

### Activitats econòmiques
Dels 12 establiments que hi havia el 2007, 2 eren d'empreses alimentàries, 2 d'empreses de fabricació d'altres productes industrials, 1 d'una empresa de construcció, 2 d'empreses de comerç i reparació d'automòbils, 3 d'empreses de serveis, 1 d'una entitat de l'administració pública i 1 d'una empresa classificada com a «altres activitats de serveis».
L'únic servei als particulars que hi havia el 2009 era un taller de reparació d'automòbils i de material agrícola.
L'únic establiment comercial que hi havia el 2009 era una fleca.
L'any 2000 a La Loye hi havia 17 explotacions agrícoles que ocupaven un total de 1.386 hectàrees.

## Equipaments sanitaris i escolars
El 2009 hi havia una escola elemental integrada dins d'un grup escolar amb les comunes properes formant una escola dispersa.

## Poblacions més properes
El següent diagrama mostra les poblacions més properes.